# Liste der Wappen im Kreis Steinfurt
Diese Liste beinhaltet alle in der Wikipedia gelisteten Wappen der Städte, Gemeinden sowie ehemals selbständiger Gemeinden im Kreis Steinfurt in Nordrhein-Westfalen. Alle Städte, Gemeinden und Kreise in Nordrhein-Westfalen führen ein Wappen. Sie sind über die Navigationsleiste am Ende der Seite erreichbar.

## Kreis Steinfurt

Wappen des Kreises Steinfurt[1]
Der Kreis Steinfurt in Nordrhein-Westfalen
Lage des Kreises Steinfurt in Deutschland

## Wappen der Städte und Gemeinden

Gemeinde Altenberge
Stadt Emsdetten
Stadt Greven
Gemeinde Hopsten
Stadt Hörstel
Stadt Horstmar
Stadt Ibbenbüren
Gemeinde Ladbergen
Gemeinde Laer
Stadt Lengerich
Gemeinde Lienen
Gemeinde Lotte
Gemeinde Metelen
Gemeinde Mettingen
Gemeinde Neuenkirchen
Gemeinde Nordwalde
Stadt Ochtrup
Gemeinde Recke
Stadt Rheine
Gemeinde Saerbeck
Kreisstadt Steinfurt
Stadt Tecklenburg
Gemeinde Westerkappeln
Gemeinde Wettringen

- Gemeinde
Altenberge[2]
- Stadt
Emsdetten[3]
- Stadt
Greven[4]
- Gemeinde
Hopsten[5]
- Stadt
Hörstel[6]
- Stadt
Horstmar[7]
- Stadt
Ibbenbüren[8]
- Gemeinde
Ladbergen[9]
- Gemeinde
Laer[10]
- Stadt
Lengerich[11]
- Gemeinde
Lienen[12]
- Gemeinde
Lotte[13]
- Gemeinde
Metelen[14]
- Gemeinde
Mettingen[15]
- Gemeinde
Neuenkirchen[16]
- Gemeinde
Nordwalde[17]
- Stadt
Ochtrup[18]
- Gemeinde
Recke[19]
- Stadt
Rheine[20]
- Gemeinde
Saerbeck[21]
- Kreisstadt
Steinfurt[22]
- Stadt
Tecklenburg[23]
- Gemeinde
Westerkappeln[24]
- Gemeinde
Wettringen[25]

## Wappen ehemaliger Gemeinden

Amt Greven heute Teil von Greven[26]
Amt Greven Wappen bis 1950 heute Teil von Greven[27]
Ortsteil Bevergern der Stadt Hörstel[28]
Ortsteil Borghorst der Stadt Steinfurt[29]
Ortsteil Brochterbeck der Stadt Tecklenburg[30]
Ortsteil Burgsteinfurt der Stadt Steinfurt[31]
Ortsteil Dreierwalde der Stadt Hörstel[32]
Ortsteil Elte der Stadt Rheine[33]
Ortsteil Gimbte der Stadt Greven[34]
Ortsteil Greven-Dorf der Stadt Greven[35]
Ortsteil Greven links der Ems der Stadt Greven[36]
Ortsteil Greven rechts der Ems der Stadt Greven[37]
Ortsteil Halverde der Gemeinde Hopsten[38]
Ortsteil Alt-Hörstel der Stadt Hörstel[39]
Ortsteil Alt-Hopsten der Gemeinde Hopsten[40]
Ortsteil Alt-Horstmar der Stadt Horstmar[41]
Ortsteil Alt-Lotte der Gemeinde Lotte[42]
Ortsteil Ledde der Stadt Tecklenburg[43]
Ortsteil Leeden der Stadt Tecklenburg[44]
Ortsteil Leer der Stadt Horstmar[45]
Ortsteil Mesum der Stadt Rheine[46]
Ortsteil Riesenbeck der Stadt Hörstel[47]
Ortsteil Schale der Gemeinde Hopsten[48]
Ortsteil Wersen der Gemeinde Lotte[49]

## Historisches Wappen von Lengerich (Westf.)

Lengerich, Wappen von 1939 bis 1948[50]

## Historische Wappen von Mettingen

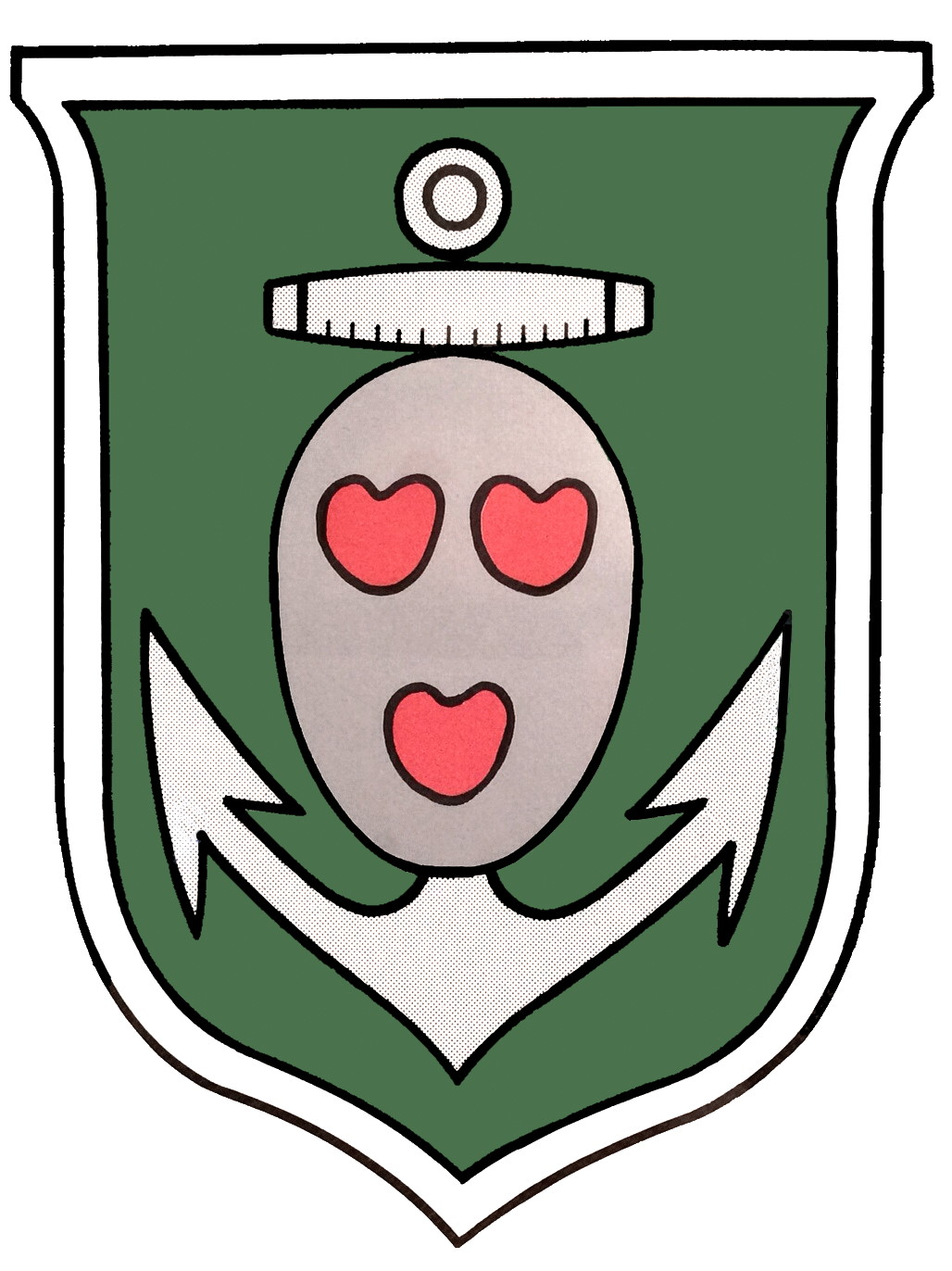
Mettingen, Wappen um 1800
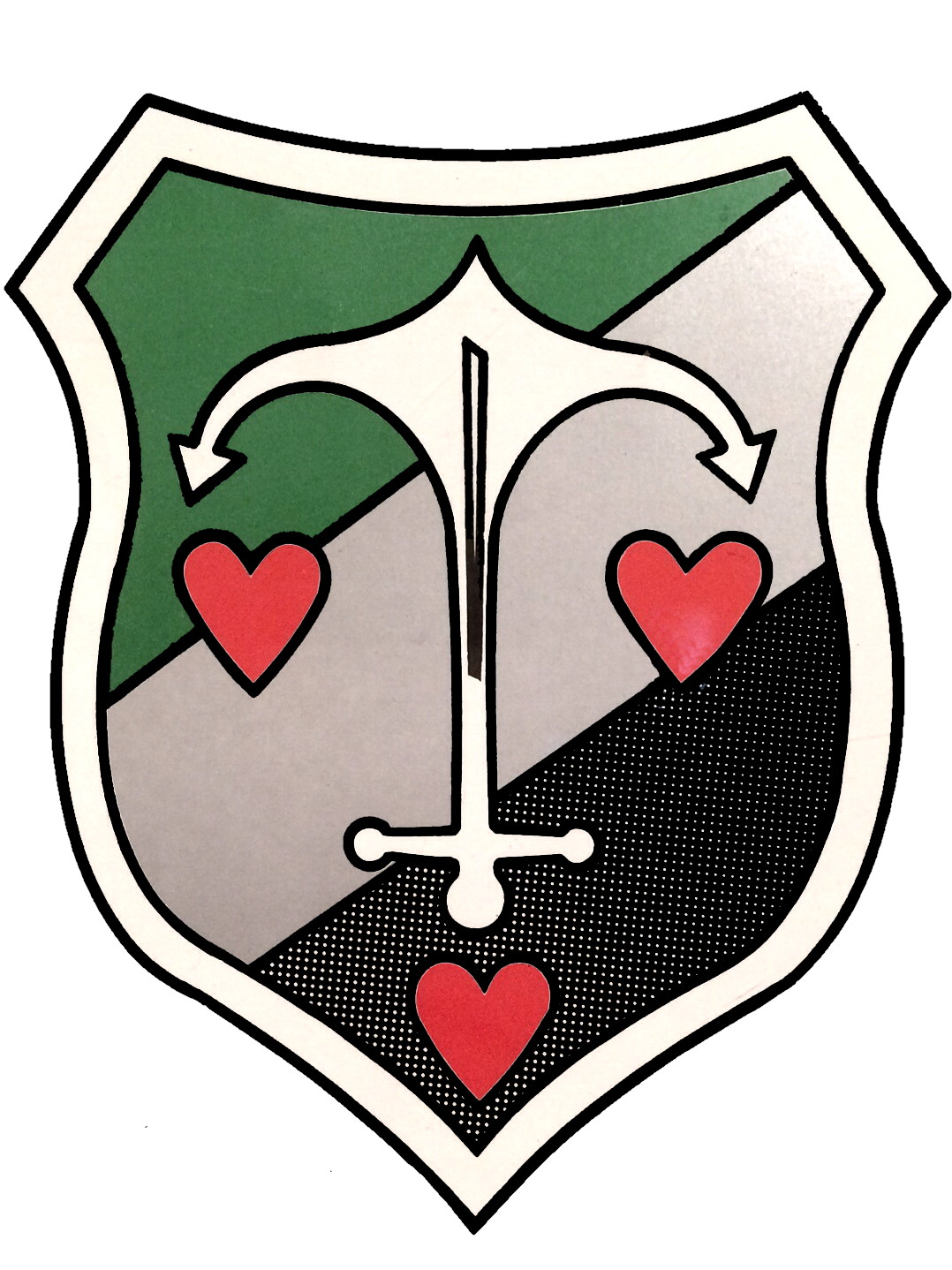
Mettingen, Wappen bis 1938

## Wappen der ehemaligen Landkreise

Altkreis Steinfurt[51]
Kreis Tecklenburg[52]
Kreis Münster[53]

## Blasonierungen
1. ↑  Kreiswappen: „In Gelb ein breiter roter Balken, darauf ein gelber, mit einem roten Schwan belegter Schild, oben in Gelb zwei rote Seerosenblätter, unten in Gelb ein rotes Seerosenblatt.“ (Hauptsatzung, § 3 (Memento vom 23. September 2013 im Internet Archive); PDF; 218 kB)
2. ↑  Altenberge: „Auf goldenem Felde ein roter mit goldener Pflugschar belegter Dreiberg, auf dem eine grüne Linde steht.“ (Hauptsatzung, § 2; PDF; 102 kB)
3. ↑  Emsdetten: „In Grün ein Schrägwellenbalken; oberhalb ein silbernes Wannenmachereisen, unterhalb ein silbernes Weberschiffchen.“ (Hauptsatzung, § 3 - das Wappen wird hier falsch blasoniert (heraldische Rechts-links-Regel) - einmalig in Deutschland (Seite nicht mehr abrufbar, festgestellt im März 2022. Suche in Webarchiven)  Info: Der Link wurde automatisch als defekt markiert. Bitte prüfe den Link gemäß Anleitung und entferne dann diesen Hinweis.)
4. ↑  Greven: „In Blau eine silberne Emspünte.“ (Grevener Wappen (Memento vom 25. Mai 2005 im Internet Archive))
5. ↑  Hopsten: „In Grün eine silberne schräge Leiter, begleitet vorn von einem silbernen nach links blickenden Birkhahn, hinten von einem silbernen nach rechts schreitenden Mann im Gehrock, mit Kniebundhosen, Hut und schwarzen Schnallenschuhen, auf dem Rücken eine silberne Kiepe, in der Rechten ein silberner Stock, in der Linken eine silberne Pfeife.“ (Das Wappen von Hopsten (Memento vom 4. März 2016 im Internet Archive))
6. ↑  Hörstel: „Halb gespalten und geteilt in Gold (Gelb); vorn oben in Rot ein goldenes (gelbes) Eichenblatt, hinten eine rote Schaufel; unten ein rotbezungter schwarzer Biberkopf.“
7. ↑  Horstmar: „Geviert; Feld 1 und 4 in Blau, Feld 2 und 3 in Silber. Im Schild ein aufgerichteter, goldbewehrter und goldgekrönter roter Löwe.“
8. ↑  Ibbenbüren: „In blauem, gold bordiertem Schild ein aufrechter goldener Anker.“ (Hauptsatzung, § 2 (Memento des Originals vom 20. Dezember 2007 im Internet Archive)  Info: Der Archivlink wurde automatisch eingesetzt und noch nicht geprüft. Bitte prüfe Original- und Archivlink gemäß Anleitung und entferne dann diesen Hinweis.)
9. ↑  Ladbergen: „Unter einem roten Schildhaupt mit zwei goldenen Bienen, im silbernen Feld drei (2 : 1) rote Seerosenblätter.“ (Hauptsatzung, § 2)
10. ↑  Laer: „In Gold ein auffliegender schwarzer, silber bewehrter Falke.“ (Hauptsatzung, § 2; PDF; 44 kB)
11. ↑  Lengerich: „In Blau ein aufgerichteter goldener Anker, aus dessen Ring zwei goldene gekreuzte Lindenzweige jeweils mit drei Blättern abwärts hervorgehen, die auf dem Anker wieder überkreuzt liegen.“
12. ↑  Lienen: „In Silber über einem roten, mit einem silbernen Seerosenblatt belegten Dreiberg zwei rote, balkenweise gestellte Seerosenblätter.“ (Hauptsatzung, § 2 (Seite nicht mehr abrufbar, festgestellt im April 2019. Suche in Webarchiven)  Info: Der Link wurde automatisch als defekt markiert. Bitte prüfe den Link gemäß Anleitung und entferne dann diesen Hinweis.)
13. ↑  Lotte: „In Rot ein silberner schräglinker Wellenbalken, oben ein gestürzter goldener Anker, unten ein silbernes Seerosenblatt.“ (Hauptsatzung, § 2 (Memento des Originals vom 30. August 2003 im Internet Archive)  Info: Der Archivlink wurde automatisch eingesetzt und noch nicht geprüft. Bitte prüfe Original- und Archivlink gemäß Anleitung und entferne dann diesen Hinweis.)
14. ↑  Metelen: „In Rot ein goldener Reichsapfel mit aufgesetztem goldenen Kreuz, dessen Schaft von einem goldenen Buchstaben M überzogen ist.“ (Hauptsatzung, § 2)
15. ↑  Mettingen: „In Silber drei rote Kleeblätter (2:1).“
16. ↑  Neuenkirchen: „Von Rot und Gold im Wellenschnitt schräggeteilt, oben mit drei aufrechten gebündelten goldenen Ähren, unten mit einem roten Weberschiffchen belegt.“
17. ↑  Nordwalde: „In Silber drei grüne Hainbuchen, die aus grünem Feld hervorwachsen, auf dem ein silbernes, nach rechts weisendes und mit goldenem Knauf versehenes Schwert liegt.“ (Hauptsatzung, § 2 (Seite nicht mehr abrufbar, festgestellt im April 2019. Suche in Webarchiven)  Info: Der Link wurde automatisch als defekt markiert. Bitte prüfe den Link gemäß Anleitung und entferne dann diesen Hinweis.)
18. ↑  Ochtrup: „In Rot auf grünem Boden ein silbernes Gotteslamm, das eine silberne Fahne mit rotem Kreuz trägt, links hinter dem Lamm steht eine grüne staudenartige Pflanze.“
19. ↑  Recke: „In Silber sieben blaue Balken, darauf ein schwarzer, silbern verfugter Turm mit Satteldach und drei rundbogigen, silbernen Fenster, darunter eine silberne, rechteckige Schießscharte und unten ein silbernes, spitzbogiges Tor.“
20. ↑  Rheine: „In Gold ein roter Balken, belegt mit drei sechsstrahligen auf eine Spitze gestellten goldenen Sternen.“ (Hauptsatzung, § 2 (Seite nicht mehr abrufbar, festgestellt im März 2022. Suche in Webarchiven)  Info: Der Link wurde automatisch als defekt markiert. Bitte prüfe den Link gemäß Anleitung und entferne dann diesen Hinweis.)
21. ↑  Saerbeck: „In Rot drei goldene Ginsterblüten, begleitet von je einem goldenen Wellenband.“ (Hauptsatzung, § 2 (Seite nicht mehr abrufbar, festgestellt im April 2019. Suche in Webarchiven)  Info: Der Link wurde automatisch als defekt markiert. Bitte prüfe den Link gemäß Anleitung und entferne dann diesen Hinweis.)
22. ↑  Steinfurt: „In Blau über einer goldenen (gelben) Zinnmauer ein dreitürmiger gelber (goldener) Torturm mit Fallgatter, im (goldenen) gelben Schildhaupt neun (5 : 4) balkenweise gestellte und auf der Spitze stehende blaue Rauten.“ (Hauptsatzung, § 2 (Seite nicht mehr abrufbar, festgestellt im März 2022. Suche in Webarchiven)  Info: Der Link wurde automatisch als defekt markiert. Bitte prüfe den Link gemäß Anleitung und entferne dann diesen Hinweis.)
23. ↑  Tecklenburg: „In Silber (Weiß) ein mit einem waagerechten goldenen (gelben) Anker belegter blauer Balken, von drei roten Seeblättern (oben 2, unten 1) begleitet.“ (Hauptsatzung, § 2 (Seite nicht mehr abrufbar, festgestellt im April 2019. Suche in Webarchiven)  Info: Der Link wurde automatisch als defekt markiert. Bitte prüfe den Link gemäß Anleitung und entferne dann diesen Hinweis.; PDF; 31 kB)
24. ↑  Westerkappeln: „Im roten Felde eine weibliche Figur in silbernem (weißem) Gewand, die in der Rechten einen goldenen (gelben) Palmzweig, in der Linken einen goldenen (gelben) Anker hält.“ (Hauptsatzung, § 2 (Seite nicht mehr abrufbar, festgestellt im April 2019. Suche in Webarchiven)  Info: Der Link wurde automatisch als defekt markiert. Bitte prüfe den Link gemäß Anleitung und entferne dann diesen Hinweis.; PDF; 2,5 MB)
25. ↑  Wettringen: „Geteilt durch einen roten Balken von Silber und Gold, ein roter Wolkenbalken, unten ein roter Schwan.“ (Hauptsatzung, § 2 (Memento vom 7. Januar 2007 im Internet Archive))
26. ↑  Amt Greven: „Geteilt von Rot und Silber (Weiß); oben der golden (gelb) nimbierte hl. Martin im silbernen (weißen) Gewand, der seinen blauen Mantel mit einem silbernen (weißen) Schwert durchteilt; unten ein blauer Wellenbalken.“
27. ↑  Amt Greven bis 1950: „Geteilt von Rot und Silber (Weiß); oben eine silberne (weiße) Waage; unten ein blauer Wellenbalken“
28. ↑  Bevergern: „In Silber (Weiß) ein rot gezungter schwarzer Biberkopf.“
29. ↑  Borghorst: „In Silber (Weiß) neun, fünf zu vier balkenweise gestellte auf der Spitze stehende blaue Rauten.“
30. ↑  Brochterbeck: „In Silber (Weiß) ein schräglinker blauer Wellenbalken, belegt mit einem silbernen (weißen) Anker.“
31. ↑  Burgsteinfurt: „In Gold (Gelb) ein roter Torbau mit Zugbrücke, schwarzem Fallgatter und drei Türmen, darauf golden-(gelb)-rot geteilte Fähnchen, von denen der breite mittlere ein Haubendach, die seitlichen Spitzendächer haben; zwischen Tor und Schildrändern je eine Zinnenmauer.“
32. ↑  Dreierwalde: „In einem mit 13 grünen Eichenblättern bestreuten goldenen (gelben) Schild, drei rote Fachwerkgiebel im Verhältnis 2:1 mit je zwei schwarzen Fenstern, Giebelspitze und Tor.“
33. ↑  Elte: „In von Schwarz und Silber (Weiß) geteiltem Schild oben ein silberner (weißer) Schwan mit schwarzen, in die untere Schildhälfte übergreifenden Füßen, unten aufwärts ein gekrümmter schwarzer Fisch mit roten Kiemen, roten Zähnen und rotem Auge. Die Schuppen und Schwanzflossen des Fisches sind rot abgesetzt.“
34. ↑  Gimbte: „In goldenem Schild ein blauer Wellenbalken, begleitet von zwei schwarzen Lilien im oberen und einer schwarzen Lilie im unteren Feld.“
35. ↑  Greven-Dorf: „Geteilt durch einen Wellenschnitt, oben in Blau eine liegende silberne (weiße) Spule und unten in Silber (Weiß) zwei gekreuzte rote Schwerter.“
36. ↑  Greven links der Ems: „Gespalten durch einen Wellenschnitt vorn in Blau und hinten fünfmal geteilt in Silber (Weiß) und Rot.“
37. ↑  Greven rechts der Ems: „Gespalten durch einen Wellenschnitt in Silber (Weiß) und Blau, vorn ein roter Sparren“ Grevener Wappenkunde
38. ↑  Halverde: „In Blau über einem goldenen (gelben) Wellenbalken, ein goldener (gelber) balzender Auerhahn.“
39. ↑  Alt-Hörstel: „In Gold (Gelb), ein roter Schrägrechtsbalken belegt mit drei silbernen (weißen) Rauten.“
40. ↑  Alt-Hopsten: „In Grün einer weißer (silberner) nach rechts schreitender Mann im Gehrock, mit Kniebundhosen, Hut und schwarzen Schnallenschuhen, auf dem Rücken eine weiße (silberne) Kiepe, in der Rechten ein weißer (silberner) Stock, in der Linken eine weiße (silberne) Pfeife.“
41. ↑  Alt-Horstmar: „Auf einem von Silber (Weiß) und Blau 15-fach geteiltem Schildgrund, ein aufgerichteter, gold- (gelb) bewehrter und gold- (gelb) gekrönter roter Löwe.“
42. ↑  Alt-Lotte: „In Rot eine schwarz verzierte, mit einem silbernen (weißen) Kreuz besetzte silberne (weiße) fünfteilige Krone, vorn und hinten zwei silberne (weiße) mit je einem Kreuz angehängte Ketten; im Schildfuß ein silbernes (weißes) Seerosenblatt.“
43. ↑  Ledde: „In Silber (Weiß) über einem mit einer silbernen (weißen) Grubenlampe belegten roten Dreiberg, zwei rote Pflugscharen.“
44. ↑  Leeden: „In Rot ein schwarz bewehrter Einhornkopf.“
45. ↑  Leer: „Geviert; Feld 1 und 4 in Blau, Feld 2 und 3 in Silber.“
46. ↑  Mesum: „In Silber (Weiß) über einem geflochtenen grünen Weidenzaun im Schildfuß eine golden (gelb), blau, schwarz, silberne (weiße) Meise.“
47. ↑  Riesenbeck: „In Rot, zwei goldene (gelbe) rechtsschräge Wellenbalken begleitet oben und unten von je einer goldenen (gelben) Schaufel.“
48. ↑  Schale: „In Rot eine silberne (weiße) rechtsschräge Leiter, begleitet oben von einem silbernen (weißen) Seerosenblatt.“
49. ↑  Wersen: „In Blau ein goldener (gelber) Wellensparren, den oberen Schildrand berührend, im Schildfuß ein goldenes (gelbes) Seerosenblatt.“
50. ↑  Lengerich 1939–1948: „In Silber (Weiß) über einem erhöhten grünen Dreiberg, belegt mit einem silbernen (weißen) Schild, darin zwei blaue Balken, drei balkenweise rote Seerosenblätter.“
51. ↑  Altkreis Steinfurt: „In Gold (Gelb) ein breiter roter Balken, belegt mit einem goldenen (gelben) Schild mit einem schwarz bewehrten roten Schwan.“
52. ↑  Kreis Tecklenburg: „Gespalten und halbgeteilt: Vorn in Silber (Weiß) drei rote Seerosenblätter, hinten im oberen Feld in Blau ein goldener (gelber) Anker, im unteren Feld in Gold (Gelb) ein roter Balken.“
53. ↑  Kreis Münster: „Geteilt in Gold (Gelb) und Blau, oben ein roter Querbalken und unten golden (gelb) gegittert mit je drei verflochtenen Stäben.“